# 伯納姆 (伊利諾伊州)
伯納姆（英語：Burnham）是位於美國伊利諾伊州庫克縣的一個村落。

## 地理
伯納姆的座標為41°38′08″N 87°33′05″W / 41.63556°N 87.55139°W，而該地最高點為海拔高度178米（即584英尺）。

## 人口
根據2010年美國人口普查的數據，伯納姆的面積為5.02平方千米，當中陸地面積為4.80平方千米，而水域面積為0.22平方千米。當地共有人口4206人，而人口密度為每平方千米837人。